# Норт-Годж (Луїзіана)
Норт-Годж (англ. North Hodge) — селище (англ. village) в США, в окрузі Джексон штату Луїзіана. Населення — 296 осіб (2020).

## Географія
Норт-Годж розташований за координатами 32°17′1″ пн. ш. 92°43′3″ зх. д. / 32.28361° пн. ш. 92.71750° зх. д. (32.283691, -92.717444).  За даними Бюро перепису населення США в 2010 році селище мало площу 1,78 км², з яких 1,76 км² — суходіл та 0,02 км² — водойми.

## Демографія
Згідно з переписом 2010 року, у селищі мешкало 388 осіб у 167 домогосподарствах у складі 113 родин. Густота населення становила 218 осіб/км².  Було 203 помешкання (114/км²).
Расовий склад населення:
| - 75,5 % — білих - 19,1 % — чорних або афроамериканців - 1,0 % — осіб інших рас |

До двох чи більше рас належало 4,4 %. Частка іспаномовних становила 2,1 % від усіх жителів.
За віковим діапазоном населення розподілялося таким чином: 23,5 % — особи молодші 18 років, 62,8 % — особи у віці 18—64 років, 13,7 % — особи у віці 65 років та старші. Медіана віку мешканця становила 34,3 року. На 100 осіб жіночої статі у селищі припадало 83,0 чоловіків;  на 100 жінок у віці від 18 років та старших — 83,3 чоловіків також старших 18 років.
Середній дохід на одне домашнє господарство  становив 35 125 доларів США (медіана — 30 278), а середній дохід на одну сім'ю — 42 730 доларів (медіана — 34 750). Медіана доходів становила 50 417 доларів для чоловіків та 20 385 доларів для жінок. За межею бідності перебувало 27,6 % осіб, у тому числі 31,6 % дітей у віці до 18 років та 11,3 % осіб у віці 65 років та старших.
Цивільне працевлаштоване населення становило 186 осіб. Основні галузі зайнятості: освіта, охорона здоров'я та соціальна допомога — 21,0 %, виробництво — 14,0 %, мистецтво, розваги та відпочинок — 13,4 %.